# Borja Martínez Sánchez
Borja Martínez Sánchez, conocido como Borja Martínez o simplemente Borja (Elche de la Sierra, Albacete, 8 de febrero de 1995) es un futbolista español. Juega como centrocampista en el Club Gimnàstic de Tarragona de la Primera Federación.

## Trayectoria
Borja Martínez es un extremo formado en la cantera del Atlético de Madrid y tras debutar con el Club Atlético de Madrid "B" en la Segunda División B de España, militó en los filiales del RCD Espanyol y Getafe CF en la misma categoría, tras un paso por la AD Parla en Tercera División de España. También pasó por las categorías inferiores de la Selección, llegando hasta el Sub-18. 
En la temporada 2020-21, firma por el Pontevedra CF de la Segunda División B de España.
El 25 de junio de 2021, firma con el CD Castellón de Primera Federación.
En la temporada 2022-23, firma con la SD Logroñés de Primera Federación, con el que disputado 37 partidos oficiales, siendo el jugador del equipo con más minutos disputados.
El 29 de junio de 2023, firma por el Club Gimnàstic de Tarragona de la Primera Federación.

## Clubes
| Club                             | País   | Año             |
| -------------------------------- | ------ | --------------- |
| Club Atlético de Madrid "B"      | España | 2013−2015       |
| Real Club Deportivo Espanyol "B" | España | 2015-2017       |
| Club Deportivo Atlético Baleares | España | 2017−2018       |
| AD Parla                         | España | 2018−2019       |
| Getafe Club de Fútbol "B"        | España | 2019−2020       |
| Pontevedra CF                    | España | 2020−2021       |
| Club Deportivo Castellón         | España | 2021-2022       |
| SD Logroñés                      | España | 2022-2023       |
| Club Gimnàstic de Tarragona      | España | 2023-Actualidad |